# Парламентские выборы в Белизе (1989)
Парламентские выборы в Белизе прошли 4 сентября 1989 года. В результате небольшое большинство получила оппозиционная Народная объединённая партия, которая заняла 15 из 28 мест парламента. Явка составила 72,6%.

## Предвыборная обстановка
Правящая Объединённая демократическая партия заканчивала свой первый срок и добивалась переизбрания, опираясь на улучшенные экономические показатели и уровень жизни. Народная объединенная партия критиковала их за иностранную помощь.
Другой проблемой страны была национальная безопасность. Народная объединённая партия атаковала операцию, известную как Секретная разведывательная служба как шпионскую сеть, работавшую в пользу Объединённой демократической партии, и обещала свободу прессы и другие основные свободы, закреплённые в Конституции.
В результате давний лидер Народной объединённой партии Джордж Прайс вернулся в Палату представителей в качестве премьер-министра после своего неожиданного поражения на выборах 1984 года, выиграв в избирательном округе Пиксток в Белизском районе.

## Результаты
| Партия                               | Голоса | %    | Места | +/- |
| ------------------------------------ | ------ | ---- | ----- | --- |
| Народная объединённая партия         | 29 986 | 50,9 | 15    | +8  |
| Объединённая демократическая партия  | 28 900 | 49,0 | 13    | -8  |
| Независимые                          | 65     | 0,1  | 0     | 0   |
| Недействительных/пустых бюллетеней   | 1 003  | -    | -     | -   |
| Всего                                | 59 954 | 100  | 28    | 0   |
| Зарегистрированных избирателей/ Явка | 82 581 | 72,6 | -     | -   |
| Источник: Nohlen                     |        |      |       |     |